# Colorado-Zeckenfieber
Das Colorado-Zeckenfieber ist eine Viruserkrankung, die durch Zecken übertragen wird. Krankheitserreger ist ein Virus der Familie Reoviridae, das Colorado-Zeckenfieber-Virus. Aufgrund des Übertragungsweges wird es der Gruppe der Arboviren zugerechnet.

## Erreger

Virion der Gattung Coltivirus

Genomkarte von Colorado tick fever coltivirus (CTFV)

Das Colorado-Zeckenfieber-Virus, offiziell englisch Colorado tick feaver virus (CTFV), ist ein unbehülltes Virus mit doppelsträngiger RNA als Genom. Das Genom ist in 12 Segmente aufgeteilt (segmentiert). Die Virionen (Virusteilchen) der Mitglieder der Gattung Coltivirus sind aus zwei konzentrischen, ikosaedrischen Kapsiden von etwa 60–80 nm Durchmesser aufgebaut. Die Mehrheit der Partikel ist unbehüllt, gelegentlich werden jedoch bei Ausschleusung über den Golgi-Apparat einige Partikel mit einer Virushülle verpackt.
Unter den gegenwärtig 22 Isolaten des CTFV können zwei Serotypen (California CTFV-Ca und Florio CTFV-Fl') unterschieden werden. Die zweite Spezies innerhalb der Gattung Coltivirus ist das Eyach-Virus, das in Europa in Zecken gefunden wurde und möglicherweise eine Erkrankung beim Menschen auslösen kann.
Siehe auch: Virus-Taxonomie

## Epidemiologie

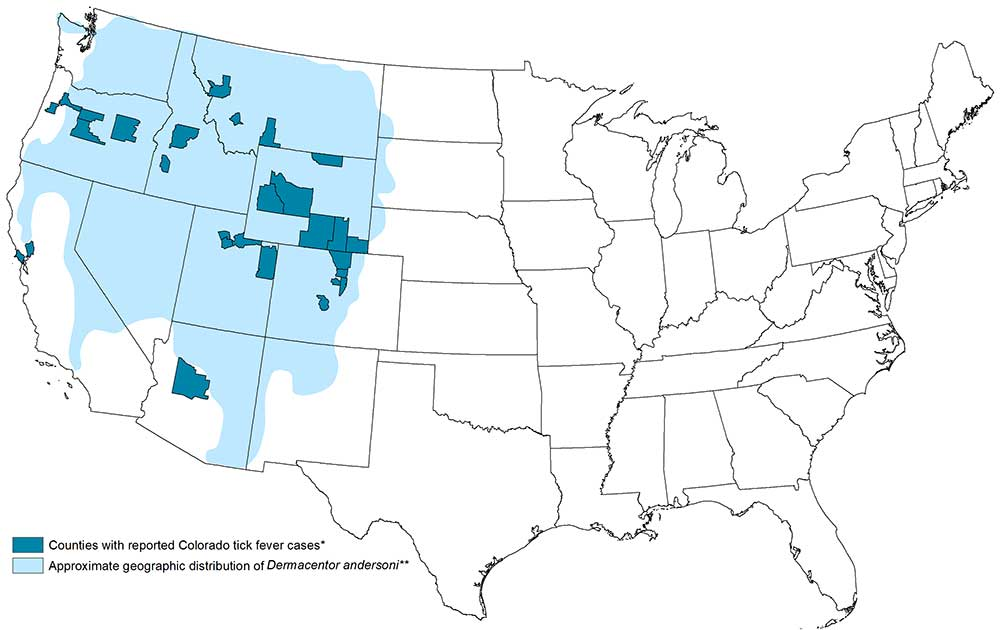
Verbreitungsgebiet der Dermacentor Andersoni und hervorhebung von Counties mit bestätigten und wahrscheinlichen Colorado-Zeckenfieber Fällen

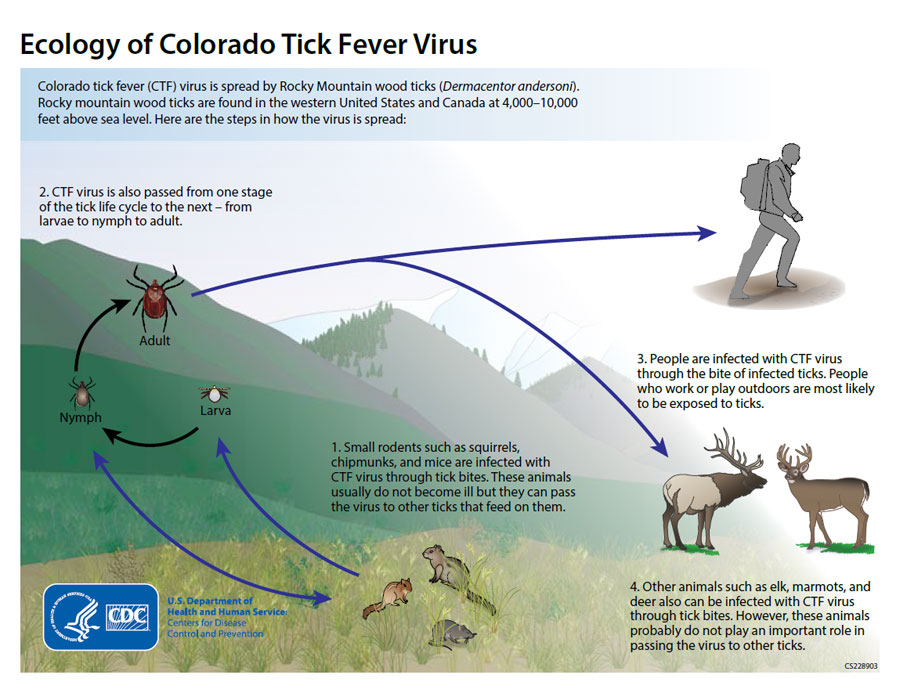
Lebenszyklus des Colorado-Zeckenfieber-Viruses

Das Colorado-Zeckenfieber ist in Bergregionen über 1700 Meter in USA und Kanada endemisch (Rocky Mountains). Aufgrund seines begrenzten Verbreitungsgebietes und der unspezifischen Symptomatik wird das Colorado-Zeckenfieber auch heute noch oft als Bergfieber bezeichnet. Das Virus wird durch verschiedene Zeckenarten übertragen, hauptsächlich jedoch durch Dermacentor variabilis. Erregerreservoir sind hauptsächlich Mäuse und Grauhörnchen, jedoch auch Schafe und Hirsche.

## Infektionen
Nach einer Inkubationszeit von ca. 4 Tagen entwickelt sich ein mildes biphasisches Fieber (Dromedartyp). In 10 % der Fälle entwickelt sich ein flüchtiges Exanthem. Sehr selten entwickelt sich eine Meningo-Enzephalitis. Tödliche Verläufe sind selten. Durch eine oft monatelang bestehende Virämie ist die Erkrankung auch durch Bluttransfusionen übertragbar. Die Rekonvaleszenz ist oft langwierig.

## Therapie und Prophylaxe
Eine spezifische Therapie oder Impfung gibt es nicht.

## Meldepflicht
In Deutschland ist der direkte oder indirekte Nachweis von Arboviren namentlich meldepflichtig nach § 7 des Infektionsschutzgesetzes (IfSG), soweit der Nachweis auf eine akute Infektion hinweist (§ 7 Abs. 1 Satz 1 Nummer 50a IfSG: „Zika-Virus und sonstige Arboviren“).